# Stagmatoptera praecaria
Stagmatoptera praecaria es una especie de mantis de la familia Mantidae.

## Distribución geográfica
Se encuentra en Argentina, Brasil, Guayana Francesa, Colombia, Surinam y Venezuela.